# Anastasia van Kiev
Anastasia van Kiev (ca. 1023 - Admont, tussen 1074 en 1096) was koningin van Hongarije door haar huwelijk met koning Andreas I.
Zij was de oudste dochter van de Kievse grootvorst Jaroslav de Wijze en Ingegerd van Zweden. Na de dood van Andreas I speelde ze een belangrijke rol bij het mobiliseren van Duitse militaire steun voor haar zoon Salomo van Hongarije in zijn strijd om de troon. 

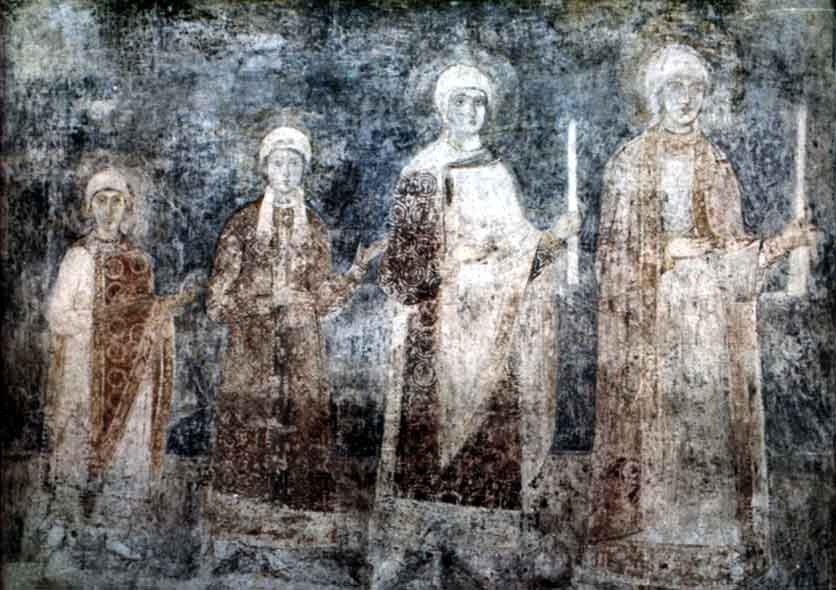
Fresco uit de 11e eeuw met daarop drie dochters van Jaroslav I: Anna van Kiev, koningin van Frankrijk, Anastasia, koningin van Hongarije, Elisabeth van Kiev, koningin van Noorwegen en mogelijk als vierde Agatha, de vrouw van prins Eduard Ætheling van Engeland

.

## Biografie
Circa 1039 trouwde Anastasia met hertog Andreas van Hongarije, die zich in Kiev had gevestigd nadat zijn vader Vazul betrokken was geweest bij een mislukte moordaanslag op koning Stefanus I van Hongarije. In 1046 keerde haar man naar Hongarije terug, hij wist koning Peter te verslaan en besteeg zelf de troon als koning Andreas I. Anastasia volgde haar man naar zijn koninkrijk. Vermoedelijk was zij het die haar man overreedde om in Tihany een laura (monnikengemeenschap) te stichten voor kluizenaars die vanuit het Kievse Rijk naar Hongarije waren gekomen. 
Het koninklijk paar kreeg pas in 1053 een zoon, toen Anastasia beviel van Salomo. Diens geboorte zorgde echter voor een verbitterd conflict tussen Andreas I en zijn jongere broer hertog Béla, die tot dan toe beoogd troonopvolger was geweest. Toen Béla in 1060 opstand kwam stuurde koning Andreas I zijn vrouw en kinderen naar het hof van Adalbert van Oostenrijk. Andreas werd verslagen en overleed korte tijd later. Zijn broer Béla werd op 6 december 1060 gekroond tot koning Béla I.

Anastasia zocht hulp bij keizer Hendrik IV van Duitsland, wiens zuster Judith was verloofd met haar zoon Salomo. Toen de Duitse troepen in 1063 Hongarije binnentrokken om Salomo te ondersteunen was koning Bela I al gestorven, en zijn zoons Géza, Ladislaus en Lampert waren naar Polen gevlucht.

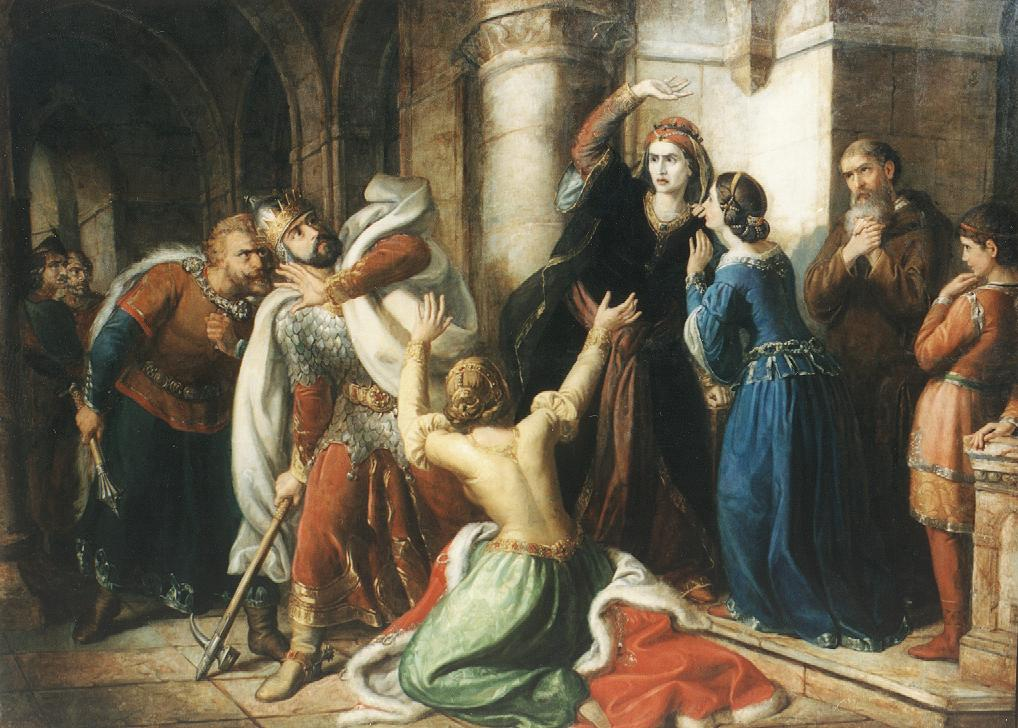
Koning Salomo wordt vervloekt door zijn moeder Anastasia

Salomo van Hongarije werd op 27 september 1063 gekroond. Bij deze gelegenheid gaf Anastasia de aanvoerder van de Duitse troepen, Otto II van Beieren, een zwaard waarvan gezegd werd dat het ooit van Attila de Hun was geweest. Van 1060 tot 1073 regeerde Salomo gezamenlijk met zijn neven, de hertogen Géza, Ladislaus en Lampert die naar Hongarije waren teruggekeerd en hem als koning hadden erkend. In 1074 kwamen de drie broers echter tegen hem in opstand en versloegen hem op 14 maart 1074. Koning Salomo vluchtte naar de westelijke grenzen van Hongarije waar hij de alleen de districten Moson en Pozsony in handen wist te houden.
Anastasia was hem gevolgd maar zij kregen ruzie. Zij vertrok naar de abdij Admont waar ze tot haar dood als non leefde. Ze is in de abdij begraven.

## Nakomelingen
De kinderen van Andreas en Anastasia waren:
- Adelheid in 1057 gehuwd met Vratislav II van Bohemen;
- Salomo van Hongarije;
- David (ovl. na  1094), met zijn moeder gevlucht naar Oostenrijk, later hertog in Hongarije, begraven in de abdij van Tihany.